# Referéndum constitucional de Lituania de 2019
El 12 de mayo de 2019 se celebró un referéndum constitucional en Lituania, junto a las elecciones presidenciales. Se presentaron dos propuestas a los votantes: una para reducir el número de parlamentarios en el Seimas de 141 a 121 y otra para permitir que los lituanos tengan doble ciudadanía con una lista de países que cumplen con "criterios de integración europea o transatlántica", que se determinaría por ley Para que se aprueben las enmiendas constitucionales, la participación en el referéndum debe ser superior al 50%, la opción debe obtener 50+1% y al menos el 50% de todos los votantes registrados en el padrón electoral tendrían que votar a favor de la propuesta.

## Trasfondo
La propuesta de permitir la doble ciudadanía fue aprobada por votación en el Seimas en octubre de 2018 e implicaría enmendar el artículo 12 de la Constitución para permitir la doble ciudadanía con los países miembros de la Unión Europea, el Espacio Económico Europeo , la Organización del Tratado del Atlántico Norte y la Organización para la Cooperación y el Desarrollo Económicos y prohibiría explícitamente la doble ciudadanía con países involucrados en organizaciones de la antigua Unión Soviética, incluida la Comunidad de Estados Independientes, la Organización del Tratado de Seguridad Colectiva y la Unión Económica Euroasiática.
La propuesta de reducir el número de parlamentarios fue sugerida por el partido político Unión de los Campesinos y Verdes Lituanos. Aunque inicialmente fue rechazado por el Seimas, fue aprobado en otra votación el 14 de febrero por una votación de 58-42.
Una enmienda a la Ley de Referéndums aprobada por el Seimas en diciembre de 2018 permitió que se establecieran centros de votación en países extranjeros.

## Resultados
La propuesta de reducir el número de parlamentarios fracasó pues obtuvo 76.19% de los votos a favor del sí, pero un 47,80% de los votantes registrados votó en el referéndum y un 35.25% de todos los votantes registrados en el padrón electoral votaron si.
La propuesta sobre la doble ciudadanía fracasó pues obtuvo 73.92% de los votos a favor del sí y un 53.16% de los votantes registrados votó en el referéndum, pero un 38.46% de todos los votantes registrados en el padrón electoral votaron si.
| Reducir el número de parlamentarios                                                                                             | 876,841 | 76.19 | 274,091 | 23.81 | 37,802 | 1,188,734 | 2,486,915 | 47.80 | Participación mínima inalcanzada |
| Permitir la doble ciudadanía con ciertos estados                                                                                | 956,564 | 73.92 | 337,504 | 26.08 | 28,067 | 1,322,135 | 2,486,915 | 53.16 | Participación mínima inalcanzada |
| Fuente: VRK Archivado el 19 de julio de 2020 en Wayback Machine., VRK Archivado el 13 de septiembre de 2020 en Wayback Machine. |         |       |         |       |        |           |           |       |                                  |